# Joling & Gordon over de vloer
Joling & Gordon over de vloer was een televisieprogramma van Tien met de zangers Gerard Joling en Gordon als hoofdpersonen. Er zijn drie seizoenen van de serie gemaakt.

## Programma-inhoud
Sinds augustus 2005 vormen Gerard Joling en Gordon, beide bekend van de Toppers, het televisie-duo Geer & Goor. In de tweedelige realityserie Toppers in de sneeuw en tijdens een televisie-interview bij Barend & Van Dorp werd duidelijk hoe goed Joling en Gordon verbaal op elkaar ingespeeld waren. Daarentegen pakt Froger de zaken wat serieuzer aan en heeft hij vooral moeite om Geer en Goor verbaal bij te houden. Voor John de Mol jr. was dat een reden om alleen met Joling en Gordon een serie te maken. In deze serie draaiden de heren iedere week drie dagen (in seizoen 3 twee dagen) mee in een gezin, vereniging of bedrijf. Het zijn plekken die totaal verschillen van hun dagelijks leven. Van tevoren wisten de twee Toppersleden niet waar ze heen gingen. Het programma is gebaseerd op hetzelfde format dat de basis vormde voor de serie The Simple Life, met Paris Hilton en Nicole Richie, dat weer lijkt op de komische televisieserie Green Acres. Het programma werd voor het eerst uitgezonden op 16 augustus 2005. Het programma duurde drie seizoenen (2005 t/m 2007).

## Spin-off
In het najaar van 2013 kwam er min of meer een vervolg op Over de vloer in de vorm van de realityserie Geer & Goor: Effe geen cent te makken. Vervolgens verschenen er nog drie programma's: Geer & Goor: waarheen, waarvoor? in 2014, Geer & Goor: Zoeken een hobby! in 2016 (genomineerd voor de Gouden Televizier-Ring) en Geer & Goor: Stevig Gebouwd in 2017.
In deze series werd een bepaald doel gesteld, zoals aandacht hebben voor de eenzame ouderen in Nederland. Dit was in Joling & Gordon over de vloer niet zo.

## Trivia
- Omdat Gerard Joling en Gordon de ander vaak 'Geer' en 'Goor' noemden in dit programma namen kijkers dit over. Sindsdien wordt Geer & Goor vaak als hun artiestennaam gebruikt als ze samen ergens aanwezig zijn.
- Bekende uitspraken in de serie zijn: Ik heb er geen kracht meer voor, Ik heb er zo geen zin in, Ik ben gebroken, Ik kan niet meer, Met gierende banden, Ik hou er toch zo van, Draak, Graftak, Zonder gene, Gaat het schat?, Het is echt niet te geloven, Waar zijn we nou weer in terechtgekomen? en We moeten ervan af.
- Het format waarin bekende Nederlanders meelopen bij een werklocatie werd in de jaren die volgden regelmatig terug gebracht. Zo verscheen in 2017 Chantal komt werken en in 2023 Michella & Louisa werken mee. In 2025 volgde bij SBS6 een gelijksoortig programma onder de naam Hazes & Hoogkamer: Tot uw dienst.